# Limehouse Blues

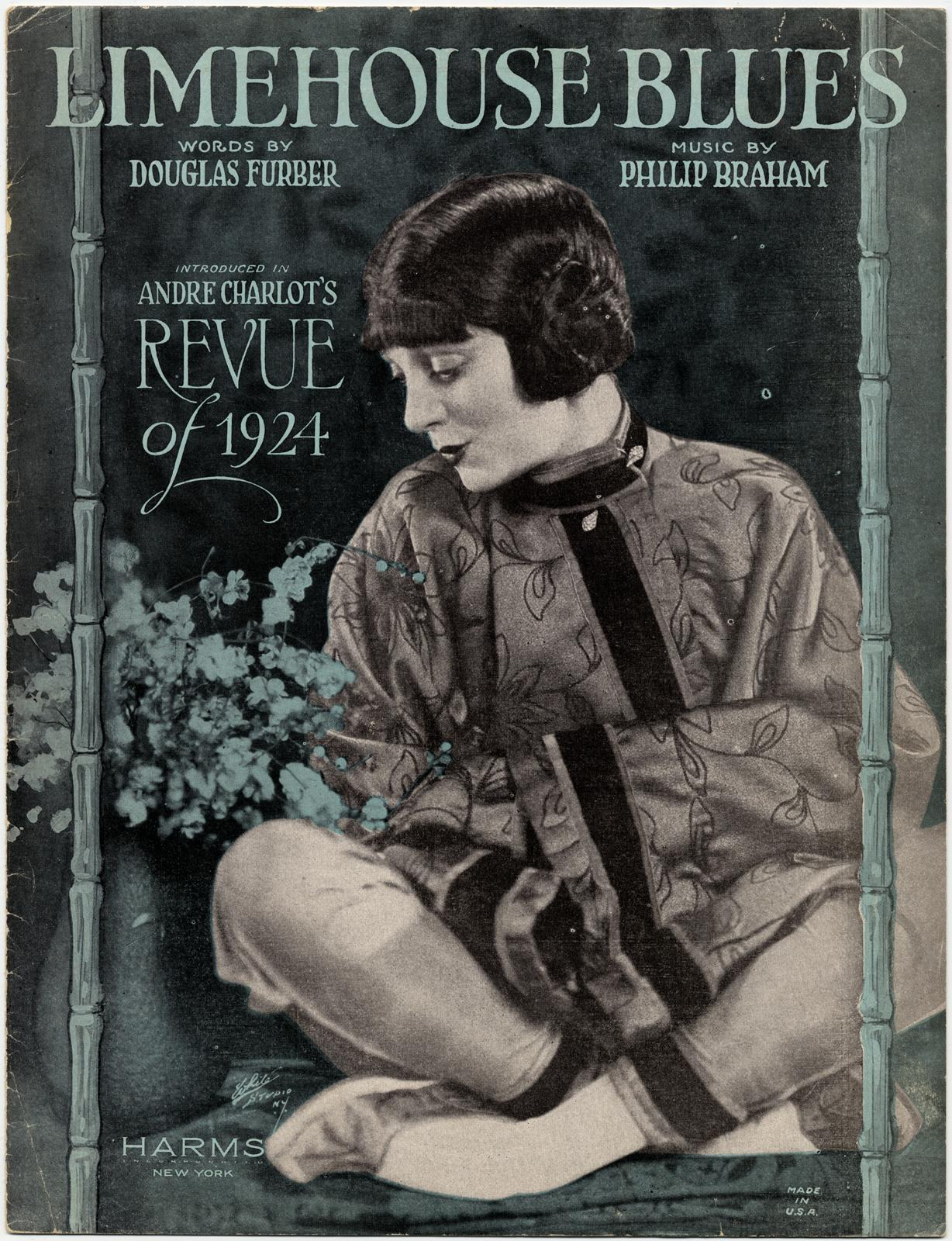
Omslaget till ett nothäfte från 1920-talet

Limehouse Blues är en populär sång från 1922 med musik av Philip Braham och text av Douglas Furber. Den blev känd genom Gertrude Lawrence och har blivit en jazzstandard som spelats in i hundratals versioner. Inspelningarna med Sidney Bechet, Django Reinhardt, Count Basie, Louis Armstrong och Mills Brothers tillhör de mest kända.
Sången förekommer i filmerna Ziegfeld Follies (med Fred Astaire och Lucille Bremer) och Star! (med Julie Andrews).